# نفق سمارت

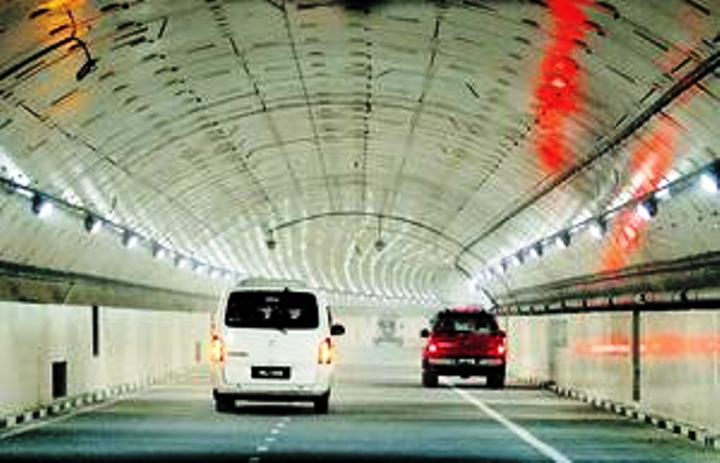

نفق سمارت (بالإنجليزية: SMART Tunnel)‏ هو نفق لتصريف مياه الأمطار وهيكل الطرق في كوالا لمبور عاصمة ماليزيا. هو مشروع وطني كبير في البلاد بطول 9.7 كم (6.0 ميل)، وهو النفق هو أطول نفق مياه الأمطار في جنوب شرق آسيا وثاني أطول نفق في آسيا.
‌